# Guido Antônio de Almeida
Guido Antônio de Almeida (Belo Horizonte, 1939) é um filósofo e professor brasileiro. 
Aposentado em 2006 do departamento de filosofia da Universidade Federal do Rio de Janeiro e pesquisador de nível A1 do CNPq.
É editor da revista Analytica
Suas contribuições tem sido na interpretação e crítica de Kant, Husserl e Habermas, embora sua cultura filosófica seja bem mais extensa. Fez mestrado em filosofia na Fordham University (USA), doutorado na Albert-Ludwigs Universität Freiburg, e pós-doutorado na Freie Universität Berlin (Alemanha). Guido de Almeida teve, junto a professores como Raul Landin (UFRJ), Balthazar Barbosa Filho (UFRGS), Oswaldo Porchat (USP) e Luis Henrique Lopes dos Santos (USP), uma influência decisiva na formação de professores e pesquisadores de filosofia de alto nível no país.

## Principais obras
- "Selfconsciousness and objective knowledge in the Transcendental Deduction of the the Critique of Pure Reason". In: Frederick Rauscher; Daniel Omar Perez. (Org.). Kant in Brazil. 1a.ed.Rochester, NY: University of Rochester Press, 2012, v. único, p. 26-55.
- "Kant e as Fórmulas do Imperativo Categórico". In: Fátima Évora, Paulo Faria, Andrea loparic, Luiz Henrique Lopes dos Santos e Marco Zingano. (Org.). Lógica e Ontologia: ensaios em homenagem a Balthazar Barbosa Filho. São Paulo: Discurso Editorial, 2004, v. , p. 9-26.
- "O ceticismo estético e a dedução dos juízos de gosto". In: Plinio Smith. (Org.). O Filósofo e sua História - Homenagem a Oswaldo Porchat. Campinas: CLE, 2003, v. , p. 457-476.
- "Sobre as Fórmulas do Imperativo Categórico". In: Ivan Domingues, Paulo Margutti e Rodrigo Duarte. (Org.). Ética, Política e Cultura. Belo Horizonte: Editora da UFMG, 2002, v. , p. 89-103.
- "On Kant´s Universal Principle and Universal Law of Right". In: X International Kant Congress - Right and Peace in Kant´s Philosophy, 2005, São Paulo. Recht und Frieden in der Philosophie Kants. Berlin e New York: Walter de Gruyter, 2005. v. 4. p. 171-182.